# Glen Hansard
Glen Hansard (ur. 21 kwietnia 1970 w Dublinie) – irlandzki tekściarz, aktor oraz wokalista i lider zespołu The Frames. Laureat Oscara za najlepszą piosenkę skomponowaną do filmu Once, w którym grał główną rolę.

## Życiorys
Wychował się w północnej, biedniejszej części Dublinu. Cała jego rodzina od strony mamy jest bardzo muzykalna. Wyprowadził się z domu rodzinnego stosunkowo szybko.
Hansard opuścił szkołę w wieku 13 lat, by grać na ulicach Dublina. Po ukończeniu New York Film Academy School of Acting, zagrał gitarzystę Outspana Fostera w filmie Alana Parkera The Commitments, dzięki tej roli stał się rozpoznawalny. W 2003 był prezenterem w programie Other Voices, który pokazywał irlandzkie talenty w RTÉ.
22 kwietnia 2006 roku wydał album The Swell Season z wytwórnią Overcoat Recordings z czeską piosenkarką i multiinstrumentalistką Marketą Irglovą. Także w 2006 Glen zagrał główną rolę w filmie Once.

### Życie prywatne
Hansard jest katolikiem, lecz preferuje wolność myślenia w sprawach religii. Posiada jedenaścioro rodzeństwa.